# Гомес Гомес, Валентин
Валентин Гомес Гомес (исп. Valentín Gómez Gómez; 29 октября 1843, Педрола — 27 ноября 1907, Ла-Корунья) — испанский политик и литератор.
Вырос в Калатаюде, затем изучал философию и литературу в Сарагосском университете и право в Мадриде. Выступал в качестве редактора, журналиста и публициста в политической периодике карлистского направления. На парламентских выборах 1871 года был избран депутатом от города Дарока, получив 3369 голосов из 6390 проголосовавших. В ходе Второй карлистской войны в 1874 году был редактором Морентинского манифеста, изданного претендентом на престол Карлосом Младшим в июле 1874 года в Морентине. В 1881 году был в числе учредителей созданной Алехандро Пидалем партии Католический союз. В 1884 году вместе с Католическим союзом присоединился к Консервативной партии. В конце 1890-х гг. занял пост гражданского губернатора провинции Альмерия, затем возглавлял провинцию Бургос и наконец, до конца жизни, провинцию Ла-Корунья.
Дебютировал как литератор исторической драмой в стихах «Женщина короля» (исп. La dama del rey; 1877), за которой последовали комедия «Роман о любви» (исп. La novela del amor; 1879), пьесы «Ледяная душа» (исп. Un alma de hielo; 1881), «Ревнивый к самому себе» (исп. El celoso de sí mismo; 1882), «Лишённый наследства» (исп. El desheredado; 1884) и т. д. Опубликовал также исторический роман «Сеньор из Кальсены» (исп. El señor de Calcena; 1889) и путевые заметки о путешествии в Йемен «Охота на орхидею» (исп. La caza de una orquídea; 1889).
В июне 1907 года, за несколько месяцев до смерти, были избран действительным членом Королевской академии испанского языка; при занятии места произнёс вступительную речь «О трагическом», утверждая: «Мы дети скорби. Мы впитываем её из груди наших матерей; она следует за нами, издалека или вблизи, по дороге нашего существования».